# 屏東都城隍廟
22°40′11″N 120°29′15″E / 22.6697808°N 120.4876328°E
屏東都城隍廟，人稱屏東城隍廟，主祀城隍爺，是位於臺灣屏東縣屏東市的城隍廟，分靈自新竹都城隍廟。

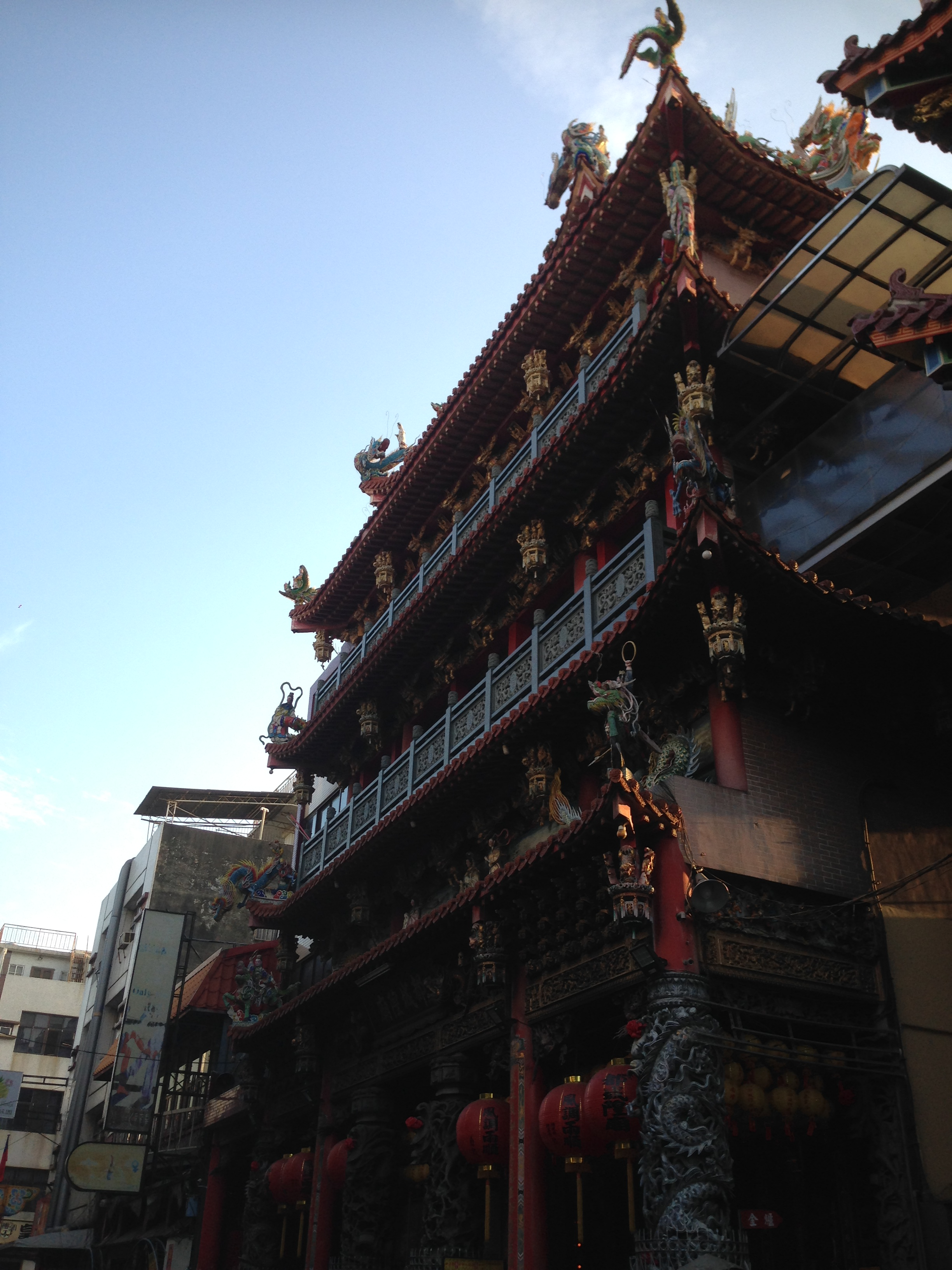
屏東都城隍廟

## 簡介
屏東地區有許多新竹人士經商、定居，1945年之後，每年皆迎請新竹都城隍廟城隍爺至屏東膜拜。
1954年屏東縣成立，士紳商議，在本地祭拜城隍尊神，於是雕刻城隍爺金身膜拜。
1956年時，都城隍暫居駕於屏東慈鳳宮內，但從祀神范謝將軍神威嚴厲，使得附近幼稚園學童驚恐萬分，於是改駐三教寶宮呂祖廟。
1962年，三教寶宮呂祖師神諭欲遷廟至山地門，而城隍爺指示欲留在本地濟世，而後檀越在市區租屋奉祀，隨即建廟。

## 祀神
- 城隍爺、文武判官、陰陽司、諸司、范謝將軍、牛馬將軍

- 東嶽大帝、地藏菩薩、十殿閻王、福德正神 、文昌帝君、五路財神、月老神君 、斗姥元君、虎爺、六十煞星